# 中国图学学会
中国图学学会是中华人民共和国图学科技工作者组成的群众性学术团体，是中国科学技术协会主管的社会团体，前身是1980年5月成立的中国工程图学学会，2010年改为现名。

## 历任理事长
- 赵学田
- 唐荣锡
- 朱福熙
- 陈剑南
- 孙家广